# Tennis als Jocs Olímpics d'Estiu de 2008
La competició de Tennis dels Jocs Olímpics d'Estiu 2008 fou la setena consecutiva des de la seva reintroducció al programa olímpic en 1988, la catorzena en el compte global. Les deu pistes del Centre Olímpic de Tennis de Pequín sobre pista dura (DecoTurf) foren el lloc on se celebraren les competicions. Es van disputar 4 proves tennístiques, dues en categoria masculina i dues en categoria femenina, tant a nivell individual com en dobles, entre els dies 10 i 17 d'agost de 2008.
Per primer cop, la competició olímpica de tennis donà punts als esportistes per a les classificacions de la WTA i l'ATP.

## Calendari
En el calendari original les quatre competicions s'iniciaven el 10 d'agost i acabaven el 16 (individual femení i dobles masculins) i 17 (individual masculí i dobles femenins). Malauradament, les condicions climatològiques del primer dia van obligar a suspendre 36 dels 45 partits previstos, per la qual cosa una bona part de cada jornada va disputar-se un dia després del previst.

## Medallistes

### Homes
| Event      | Or                                          | Plata                                     | Bronze                                |
| Individual | Rafael Nadal · Espanya                      | Fernando González · Xile                  | Novak Djoković · Sèrbia               |
| Dobles     | Suïssa · Roger Federer · Stanislas Wawrinka | Suècia · Simon Aspelin · Thomas Johansson | Estats Units · Bob Bryan · Mike Bryan |

### Dones
| Event      | Or                                              | Plata                                    | Bronze                               |
| Individual | Elena Dementieva · Rússia                       | Dinara Safina · Rússia                   | Vera Zvonareva · Rússia              |
| Dobles     | Estats Units · Serena Williams · Venus Williams | Espanya · Anabel Medina · Virginia Ruano | R.P. de la Xina · Yan Zi · Zheng Jie |

## Medaller
| Pos.  | País            | Or | Plata | Bronze | Total |
| 1     | Rússia          | 1  | 1     | 1      | 3     |
| 2     | Espanya         | 1  | 1     | 0      | 2     |
| 3     | Estats Units    | 1  | 0     | 1      | 2     |
| 4     | Suïssa          | 1  | 0     | 0      | 1     |
| 5     | Xile            | 0  | 1     | 0      | 1     |
| 5     | Suècia          | 0  | 1     | 0      | 1     |
| 7     | R.P. de la Xina | 0  | 0     | 1      | 1     |
| 7     | Sèrbia          | 0  | 0     | 1      | 1     |
| Total | Total           | 4  | 4     | 4      | 12    |